# Some things don't come easy
Some thing don’t come easy is het zesde studioalbum van het duo England Dan & John Ford Coley. Het werd opgenomen in de Lee Hazens studio By the Pond in Henderson (Tennessee). Het album draagt het nummer I'll never have to say goodbye again; een cover van Jeffrey Comanors lied; Dan en Coley scoorden er een nummer-9 hit mee in de Verenigde Staten; nummer 11 in Canada, in de rest van de wereld bleef het onbekend.
Het album werd in 2005 op compact disc uitgebracht.

## Musici
Er werd een hele lijst musici ingeschakeld:
- Dan Seals – zang, akoestische en elektrische gitaar
- John Ford Coley – zang, akoestische gitaar, toetsinstrumenten
- Johnny Christopher – akoestische gitaar
- Steve Gibson – akoestische en elektrische gitaar
- Bobby Thompson – akoestische gitaar
- Doyle Grisham – steel guitar
- Shane Keister – toetsinstrumenten
- Bobby Emmons – orgel
- Joe Osborn – basgitaar
- Jack Williams – basgitaar
- Larrie Londin – drumstel
- Farrell Morris – percussie
- Gove Scrivenor – autoharp
- Cindy Reynolds – harp
- Harvey Thompson – saxofoon
- Muscle Shoals Horns – blaasinstrumenten
- Billy Puett – houten blaasinstrumenten
- Bergen White – strijkarrangementen
- The Shelly Kurland Strings – strijkinstrumenten
- Sheri Kramer, Lisa Silver, Diane Tidwell – achtergrondzang
- Vicki Lehning – achtertgrondzang (11)

## Muziek
| Nr. | Titel | Duur |
| --- | --- | ---- |
| 1.  | Some things don’t come easy (Seals)                                                                      | 4:22 |
| 2.  | If the world ran out of love tonight (Michael Garvin, Blake Mevis, Admiral S. Clay Wilson, Kelly Wilson) | 3:03 |
| 3.  | You can’t dance (Tim Ryan, Bob Yeomans)                                                                  | 2:56 |
| 4.  | Who’s lonely now (Seals, Coley)                                                                          | 3:19 |
| 5.  | Hold me (Coley, Bob Gundry, Simon Walzer)                                                                | 3:32 |
| 6.  | We’ll never have to say goodbye again (Jeffrey Comanor)                                                  | 2:49 |
| 7.  | Lovin’ somebody on a rainy day (Dave Loggins)                                                            | 3:24 |
| 8.  | Beyond the tears (Comanor, Gundry)                                                                       | 3:45 |
| 9.  | Calling for you again (Coley, Gundry)                                                                    | 2:44 |
| 10. | Wanting you desperately (Seals)                                                                          | 3:55 |
| 11. | Just the two of us (Coley, Seals)                                                                        | 2:20 |